# Kalvarienberg (Lockenhaus)

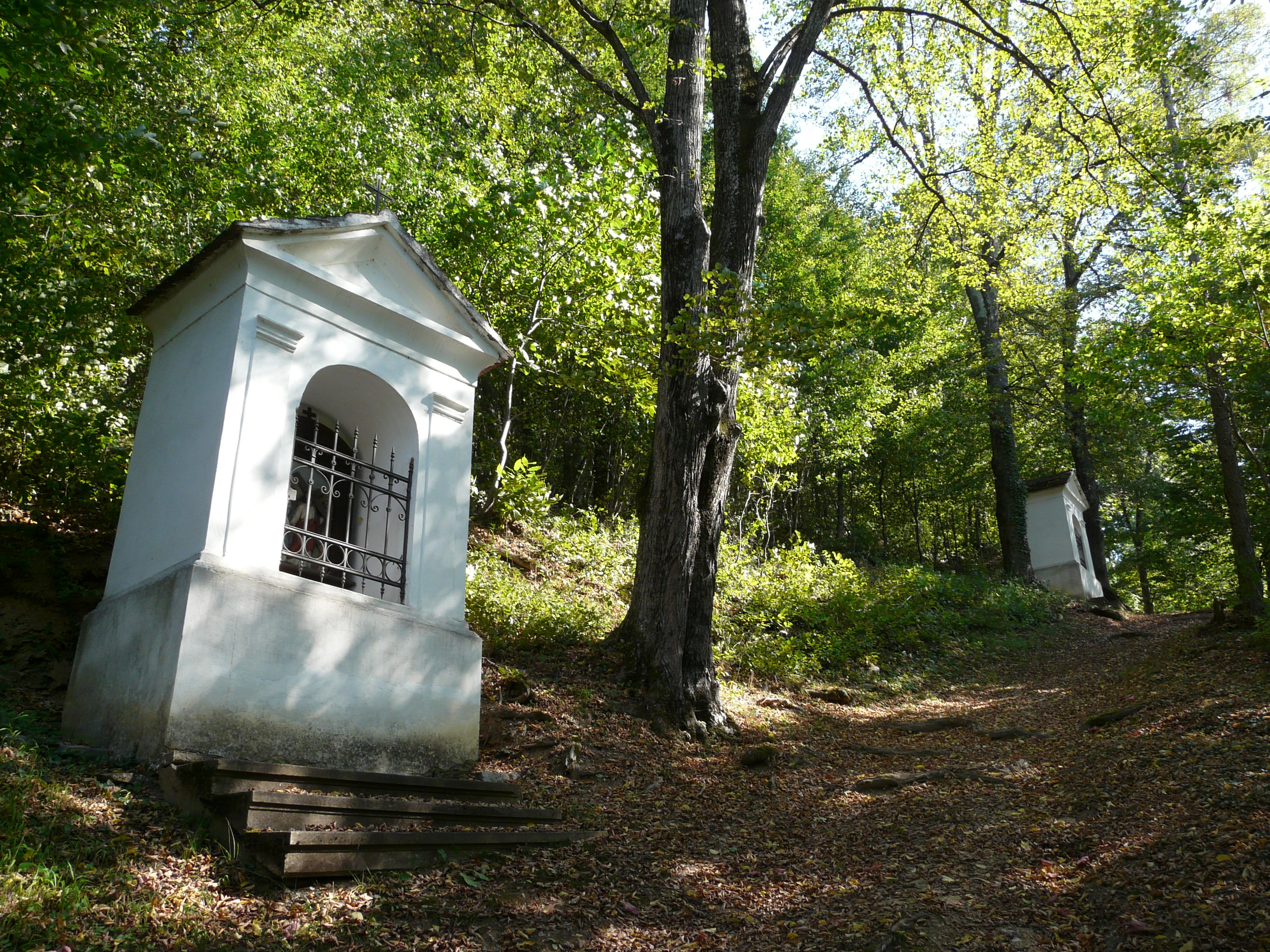
Zwei Wegkapellen (2011)

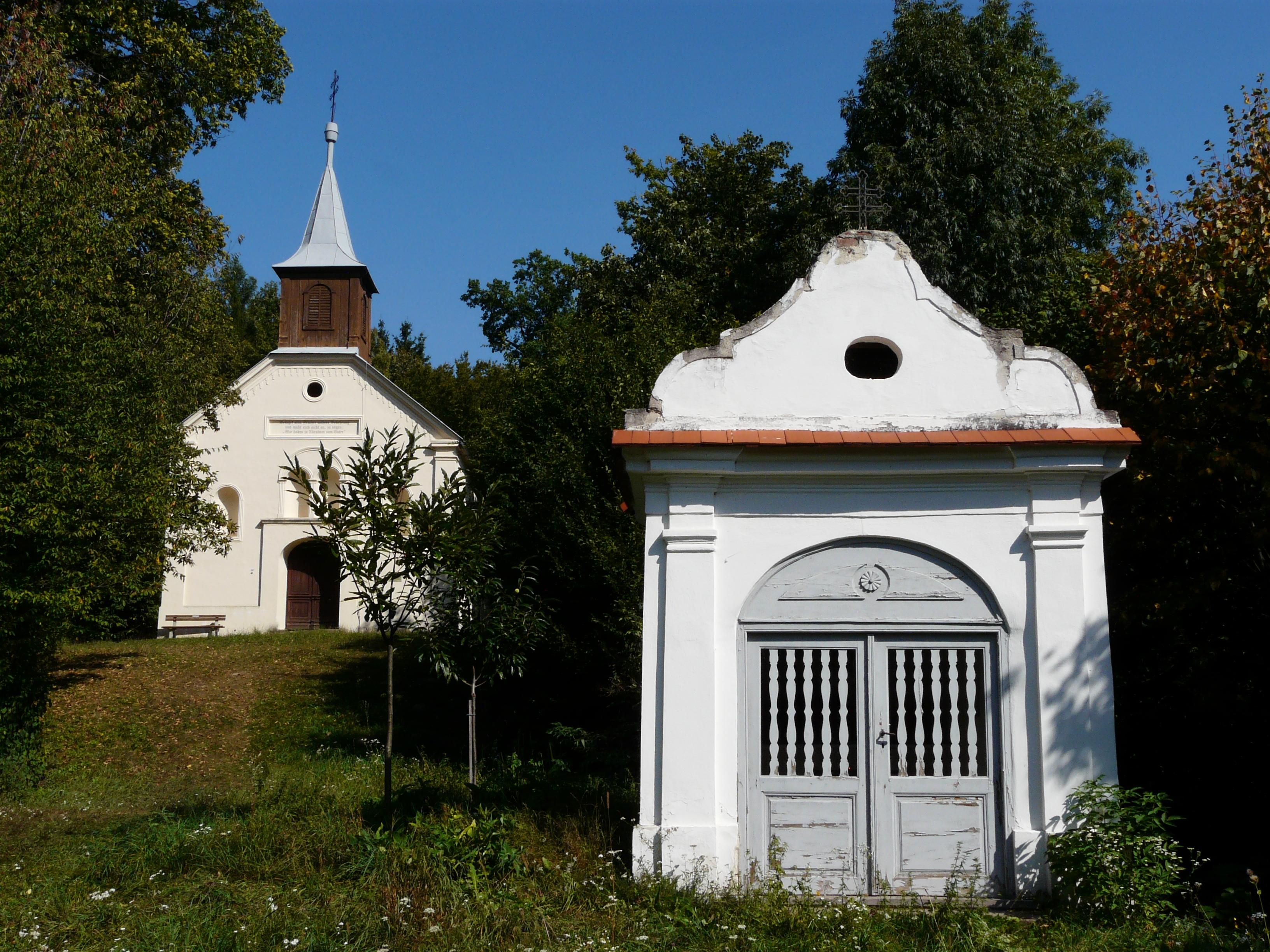
Kalvarienbergkirche hinten, Marienkapelle vorne (2011)

Der Kalvarienberg Lockenhaus ist eine religiöse Kalvarienberganlage in der Marktgemeinde Lockenhaus im Bezirk Oberpullendorf im Burgenland und steht unter Denkmalschutz.
Die Kalvarienberganlage mit 14 Wegkapellen mit der Kalvarienbergkapelle und der Marienkapelle als Vorgängerkapelle endet auf einer Anhöhe mit einem gemauerten Rondell mit den Holzfiguren Kruzifix und Schächer. Die Anlage wurde 1852 geweiht.
Die Marienkapelle, wohl die vor 1678 ursprüngliche Kreuzkapelle, hat einen geschweiften Giebel und beinhaltet eine polychromierte Pietà aus der 2. Hälfte des 19. Jahrhunderts.
Die Kalvarienbergkirche als Rechteckbau mit einer eingezogenen Rundapsis und einem hölzernen Fassadentürmchen wurde 1864 erbaut. Das dreijochige Langhaus ist mit einer Tonne mit Stichkappen überwölbt. Die Ausstattung ist modern.